# Кубок Болгарії з футболу 1950
Кубок Болгарії з футболу 1950 — 10-й розіграш кубкового футбольного турніру в Болгарії. Титул вдруге поспіль здобув Динамо (Софія).

## 1/8 фіналу
| Команда 1                       | Рахунок | Команда 2              |
| ------------------------------- | ------- | ---------------------- |
| Динамо (Софія)                  | 3:1     | ДСНМ (Своге)           |
| Торпедо (Софія)                 | 4:2     | Спартак (Сталін)       |
| Строїтел (Бургас)               | 0:1     | Строїтел (Софія)       |
| Торпедо (Русе)                  | 0:2     | Спартак (Плевен)       |
| Академік (Софія)                | +:-     | Торпедо (Димитров)     |
| Червено знаме (Станке Димитров) | 1:3     | Червено знаме (Софія)  |
| Торпедо (Плевен)                | 2:2 дч  | Спартак (Софія)        |
| Торпедо (Пловдив)               | 0:1 дч  | Народна войска (Софія) |

Перегравання
| Команда 1        | Рахунок | Команда 2       |
| ---------------- | ------- | --------------- |
| Торпедо (Плевен) | 3:0     | Спартак (Софія) |

## 1/4 фіналу
| Команда 1              | Рахунок | Команда 2             |
| ---------------------- | ------- | --------------------- |
| Динамо (Софія)         | 3:0     | Спартак (Софія)       |
| Народна войска (Софія) | 2:0     | Торпедо (Софія)       |
| Спартак (Плевен)       | 4:0     | Строїтел (Софія)      |
| Академік (Софія)       | 3:0     | Червено знаме (Софія) |

## 1/2 фіналу
| Команда 1              | Рахунок | Команда 2        |
| ---------------------- | ------- | ---------------- |
| Динамо (Софія)         | 4:0     | Спартак (Плевен) |
| Народна войска (Софія) | 0:0 дч  | Академік (Софія) |

Перегравання
| Команда 1              | Рахунок | Команда 2        |
| ---------------------- | ------- | ---------------- |
| Народна войска (Софія) | 4:1     | Академік (Софія) |

## Фінал
| 26 листопада 1950 |

| Динамо (Софія) | 1:1 дч   | Народна войска (Софія) |
| -------------- | -------- | ---------------------- |
| Хранов 61'     | Протокол | Панайотов 76'          |

| Народна армія, Софія Глядачів: 30 000 Арбітр: Тодор Стоянов |

Перше перегравання
| 27 листопада 1950 |

| Динамо (Софія) | 1:1 дч   | Народна войска (Софія) |
| -------------- | -------- | ---------------------- |
| Такев 75'      | Протокол | Божков 2'              |

| Народна армія, Софія Глядачів: 30 000 Арбітр: Тодор Стоянов |

Друге перегравання
| 3 грудня 1950 |

| Динамо (Софія) | 1:0 дч   | Народна войска (Софія) |
| -------------- | -------- | ---------------------- |
| Томов 99'      | Протокол |                        |

| Народна армія, Софія Глядачів: 30 000 Арбітр: Тодор Стоянов |